# Kalinkovo
Kalinkovo é um município da Eslováquia, situado no distrito de Senec, na região de Bratislava. Tem 12,91 km² de área e sua população em 2019 foi estimada em 1410 habitantes.

## Demografia
| Ano:        | 1994 | 2004    | 2014    | 2024    |
| ----------- | ---- | ------- | ------- | ------- |
| Broj ljudi: | 849  | 957     | 1278    | 1564    |
| Razlika:    |      | +12,72% | +33,54% | +22,37% |

| Ano:               | 2023 | 2024   |
| ------------------ | ---- | ------ |
| Número de pessoas: | 1530 | 1564   |
| Diferença:         |      | +2,22% |